# Teorema de Vinográdov

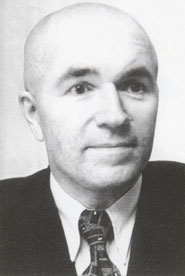
Iván Matvéyevich Vinográdov

En matemáticas, en el campo de la teoría de números, el teorema de Vinográdov implica que todo número impar suficientemente grande, mayor que la constante de Vinográdov, se puede expresar como la suma de tres números primos. Es un teorema más débil que la conjetura de Goldbach, según la cual esta representación existe para todo número impar mayor que cinco. El teorema se debe a Iván Matvéyevich Vinográdov, quien lo demostró en  1937. El enunciado completo del teorema proporciona cotas asintóticas del número de representaciones de un número impar como suma de tres primos.

## Enunciado del teorema
| Sea A un número positivo. Entonces {\displaystyle r(N)={1 \over 2}G(N)N^{2}+O\left(N^{2}\log ^{-A}N\right),} donde {\displaystyle r(N)=\sum _{k_{1}+k_{2}+k_{3}=N}\Lambda (k_{1})\Lambda (k_{2})\Lambda (k_{3})}, empleando la función de von Mangoldt {\displaystyle \Lambda }, y {\displaystyle G(N)=\left(\prod _{p\mid N}\left(1-{1 \over {\left(p-1\right)}^{2}}\right)\right)\left(\prod _{p\nmid N}\left(1+{1 \over {\left(p-1\right)}^{3}}\right)\right).} |

## Una consecuencia
Si N es impar, entonces G(N) es aproximadamente 1, por tanto {\displaystyle N^{2}=O\left(r(N)\right)} para todo N suficientemente grande. Al mostrar que la contribución de las potencias propias de números primos a r(N) es {\displaystyle O\left(N^{3 \over 2}\log ^{2}N\right)}, se puede ver que
{\displaystyle N^{2}\log ^{-3}N=O\left({\hbox{k}}\right)}, donde k es el número de formas en que N se puede expresar como suma de tres primos.
Esto significa que todo número impar suficientemente grande se puede expresar como suma de tres números primos, lo que verificaría la conjetura débil de Goldbach para todos los casos menos a lo sumo un número finito.